# Isogamia
Isogamia é um tipo de fecundação em que os gametas são morfologicamente (tamanho) e fisiologicamente (motilidade) idênticos e é encontrada na maioria dos eucariotos unicelulares. Como ambos os gametas são parecidos, eles geralmente não podem ser classificados como masculinos ou femininos. Em vez disso, diz-se que os organismos submetidos à isogamia têm diferentes tipos de acasalamento, mais comumente notados como cepas "+" e "-".
Quase todos os eucariotos unicelulares são isogâmicos. Entre os organismos multicelulares, a isogamia é restrita a fungos e algas.

Diferente formas de isogamia:
A) isogamia de células móveis, B) isogamia de células não-móveis, C) conjugação.

## Características
Esse é o tipo mais primitivo de fecundação, sendo encontrado em algas clofíceas (algas verdes) e fungos. Em algas clorofíceas, há isogamia de fato, mas apenas um dos gametas formados por um dos núcleos haploides da alga, movimenta-se em direção ao outro, embora esse tenha capacidade de movimentar-se e deslocar-se em direção ao outro[carece de fontes?]. Nesse caso, embora ocorra isogamia, é mais prudente e correto chamarmos de anisogamia funcional (como ocorre com a alga clorofícea do gênero Spirogyra.[carece de fontes?])

## Evolução
Parece que é o primeiro estágio da reprodução sexual. Em diferentes linhagens (plantas e animais), essa forma de reprodução evoluiu independentemente para espécies anisogâmicas com gametas do tipo oogâmico em qual o gameta feminino é muito maior que o masculino e não tem capacidade de se mover. Como um bom argumento, isso foi impulsionado pelas restrições físicas nos mecanismos pelos quais dois gametas eram obtidos conforme necessário para a reprodução sexual.